# Nowa Wola (gromada w powiecie białostockim)
Nowa Wola – dawna gromada, czyli najmniejsza jednostka podziału terytorialnego Polskiej Rzeczypospolitej Ludowej w latach 1954–1972.
Gromady, z gromadzkimi radami narodowymi (GRN) jako organami władzy najniższego stopnia na wsi, funkcjonowały od reformy reorganizującej administrację wiejską przeprowadzonej jesienią 1954 do momentu ich zniesienia z dniem 1 stycznia 1973, tym samym wypierając organizację gminną w latach 1954–1972.
Gromadę Nowa Wola z siedzibą GRN w Nowej Woli utworzono – jako jedną z 8759 gromad – w powiecie białostockim w woj. białostockim, na mocy uchwały nr 11/V WRN w Białymstoku z dnia 4 października 1954. W skład jednostki weszły obszary dotychczasowych gromad Nowa Wola, Lewsze, Planty i Hieronimowo oraz obszar l.p. N-ctwa Hieronimowo o pow. 1318.53 ha ze zniesionej gminy Michałowo, a także obszar dotychczasowej gromady Tokarowszczyzna ze zniesionej gminy Zabłudów w tymże powiecie. Dla gromady ustalono 11 członków gromadzkiej rady narodowej.
31 grudnia 1959 z gromady Nowa Wola wyłączono wieś Planty, włączając ją do gromady Juszkowy Gród, po czym gromadę Nowa Wola zniesiono, włączając ją do gromady Michałowo.